# Liste des communes de la province de Valladolid

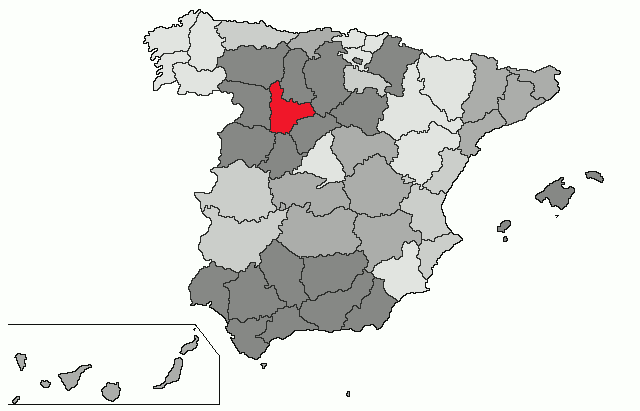
Localisation de la province de Valladolid

Carte des communes de la province de Valladolid

Liste des 225 communes de la province de Valladolid dans la communauté autonome de Castille-et-León en Espagne.

## Liste
| Nom de la Commune               | Superficie (km2) | Population (2005) |
| ------------------------------- | ---------------- | ----------------- |
| Adalia                          | 16,26            | 68                |
| Aguasal                         | 27,02            | 28                |
| Aguilar de Campos               | 49,83            | 337               |
| Alaejos                         | 102,49           | 1.651             |
| Alcazarén                       | 48,04            | 689               |
| Aldea de San Miguel             | 19,93            | 217               |
| Aldeamayor de San Martín        | 53,56            | 1.962             |
| Almenara de Adaja               | 17,16            | 35                |
| Amusquillo                      | 15,91            | 153               |
| Arroyo de la Encomienda         | 11,72            | 6.587             |
| Ataquines                       | 42,60            | 805               |
| Bahabón                         | 20,71            | 191               |
| Barcial de la Loma              | 27,13            | 149               |
| Barruelo del Valle              | 12,96            | 72                |
| Becilla de Valderaduey          | 38,23            | 370               |
| Benafarces                      | 16,54            | 106               |
| Bercero                         | 41,37            | 234               |
| Berceruelo                      | 13,94            | 39                |
| Berrueces                       | 15,85            | 110               |
| Bobadilla del Campo             | 32,70            | 373               |
| Bocigas                         | 16,32            | 127               |
| Bocos de Duero                  | 6,20             | 71                |
| Boecillo                        | 24,12            | 2.510             |
| Bolaños de Campos               | 29,92            | 395               |
| Brahojos de Medina              | 27,44            | 161               |
| Bustillo de Chaves              | 21,92            | 94                |
| Cabezón de Pisuerga             | 45,38            | 2.542             |
| Cabezón de Valderaduey          | 10,30            | 59                |
| Cabreros del Monte              | 28,08            | 80                |
| Campaspero                      | 46,79            | 1.443             |
| El Campillo                     | 32,80            | 223               |
| Camporredondo                   | 17,46            | 193               |
| Canalejas de Peñafiel           | 32,10            | 329               |
| Canillas de Esgueva             | 23,52            | 112               |
| Carpio                          | 56,50            | 1.046             |
| Casasola de Arión               | 27,73            | 342               |
| Castrejón de Trabancos          | 30,20            | 243               |
| Castrillo de Duero              | 25,81            | 166               |
| Castrillo-Tejeriego             | 35,92            | 218               |
| Castrobol                       | 16,87            | 98                |
| Castrodeza                      | 15,97            | 210               |
| Castromembibre                  | 16,85            | 79                |
| Castromonte                     | 87,01            | 376               |
| Castronuevo de Esgueva          | 29,20            | 365               |
| Castronuño                      | 124,46           | 1.040             |
| Castroponce                     | 24,87            | 166               |
| Castroverde de Cerrato          | 32,46            | 256               |
| Ceinos de Campos                | 36,11            | 282               |
| Cervillego de la Cruz           | 21,33            | 133               |
| Cigales                         | 60,97            | 3.467             |
| Ciguñuela                       | 30,36            | 375               |
| La Cistérniga                   | 31,72            | 6.063             |
| Cogeces de Íscar                | 13,56            | 147               |
| Cogeces del Monte               | 73,52            | 876               |
| Corcos                          | 42,59            | 259               |
| Corrales de Duero               | 17,79            | 117               |
| Cubillas de Santa Marta         | 23,55            | 289               |
| Cuenca de Campos                | 47,87            | 266               |
| Curiel de Duero                 | 19,01            | 95                |
| Encinas de Esgueva              | 30,85            | 337               |
| Esguevillas de Esgueva          | 41,52            | 348               |
| Fombellida                      | 36,13            | 227               |
| Fompedraza                      | 16,39            | 156               |
| Fontihoyuelo                    | 16,96            | 40                |
| Fresno el Viejo                 | 64,46            | 1.159             |
| Fuensaldaña                     | 25,09            | 1.226             |
| Fuente el Sol                   | 20,95            | 273               |
| Fuente-Olmedo                   | 13,61            | 53                |
| Gallegos de Hornija             | 11,21            | 143               |
| Gatón de Campos                 | 20,51            | 38                |
| Geria                           | 18,18            | 480               |
| Herrín de Campos                | 29,49            | 191               |
| Hornillos de Eresma             | 34,70            | 186               |
| Íscar                           | 60,53            | 6.611             |
| Laguna de Duero                 | 29,13            | 20.696            |
| Langayo                         | 48,37            | 381               |
| Llano de Olmedo                 | 15,22            | 80                |
| Lomoviejo                       | 27,57            | 229               |
| Manzanillo                      | 18,82            | 56                |
| Marzales                        | 12,67            | 64                |
| Matapozuelos                    | 50,51            | 1.024             |
| Matilla de los Caños            | 12,29            | 112               |
| Mayorga                         | 150,65           | 1.972             |
| Medina de Rioseco               | 115,17           | 5.024             |
| Medina del Campo                | 153,14           | 20.683            |
| Megeces                         | 19,04            | 453               |
| Melgar de Abajo                 | 23,02            | 173               |
| Melgar de Arriba                | 35,04            | 279               |
| Mojados                         | 46,21            | 3.046             |
| Monasterio de Vega              | 29,93            | 102               |
| Montealegre de Campos           | 33,97            | 154               |
| Montemayor de Pililla           | 59,56            | 1.029             |
| Moral de la Reina               | 42,49            | 238               |
| Moraleja de las Panaderas       | 15,30            | 34                |
| Morales de Campos               | 15,88            | 175               |
| Mota del Marqués                | 31,34            | 425               |
| Mucientes                       | 63,82            | 644               |
| La Mudarra                      | 19,07            | 228               |
| Muriel                          | 22,52            | 198               |
| Nava del Rey                    | 126,10           | 2.110             |
| Nueva Villa de las Torres       | 35,81            | 389               |
| Olivares de Duero               | 29,33            | 317               |
| Olmedo                          | 129,39           | 3.576             |
| Olmos de Esgueva                | 24,84            | 218               |
| Olmos de Peñafiel               | 16,12            | 76                |
| Palazuelo de Vedija             | 32,20            | 233               |
| La Parrilla                     | 44,78            | 628               |
| La Pedraja de Portillo          | 56,77            | 1.045             |
| Pedrajas de San Esteban         | 30,72            | 3.470             |
| Pedrosa del Rey                 | 51,93            | 203               |
| Peñafiel                        | 76,11            | 5.401             |
| Peñaflor de Hornija             | 66,21            | 414               |
| Pesquera de Duero               | 55,86            | 530               |
| Piña de Esgueva                 | 29,96            | 355               |
| Piñel de Abajo                  | 21,27            | 191               |
| Piñel de Arriba                 | 23,41            | 134               |
| Pollos                          | 50,53            | 754               |
| Portillo                        | 64,42            | 2.581             |
| Pozal de Gallinas               | 35,10            | 499               |
| Pozaldez                        | 27,97            | 508               |
| Pozuelo de la Orden             | 20,47            | 72                |
| Puras                           | 10,84            | 66                |
| Quintanilla de Arriba           | 28,08            | 227               |
| Quintanilla de Onésimo          | 55,17            | 1.175             |
| Quintanilla de Trigueros        | 32,21            | 121               |
| Quintanilla del Molar           | 14,59            | 84                |
| Rábano                          | 27,65            | 228               |
| Ramiro                          | 21,20            | 67                |
| Renedo de Esgueva               | 29,05            | 1.532             |
| Roales de Campos                | 22,70            | 240               |
| Robladillo                      | 8,84             | 104               |
| Roturas                         | 11,49            | 31                |
| Rubí de Bracamonte              | 25,59            | 317               |
| Rueda                           | 90,50            | 1.425             |
| Saelices de Mayorga             | 15,83            | 183               |
| Salvador de Zapardiel           | 26,32            | 182               |
| San Cebrián de Mazote           | 35,50            | 187               |
| San Llorente                    | 24,89            | 177               |
| San Martín de Valvení           | 58,21            | 98                |
| San Miguel del Arroyo           | 55,51            | 777               |
| San Miguel del Pino             | 7,45             | 208               |
| San Pablo de la Moraleja        | 24,91            | 167               |
| San Pedro de Latarce            | 44,35            | 608               |
| San Pelayo                      | 10,68            | 47                |
| San Román de Hornija            | 41,76            | 416               |
| San Salvador                    | 10,65            | 46                |
| San Vicente del Palacio         | 37,90            | 223               |
| Santa Eufemia del Arroyo        | 25,00            | 131               |
| Santervás de Campos             | 54,01            | 150               |
| Santibáñez de Valcorba          | 24,17            | 191               |
| Santovenia de Pisuerga          | 13,82            | 2.908             |
| Sardón de Duero                 | 19,67            | 659               |
| La Seca                         | 65,90            | 1.057             |
| Serrada                         | 24,19            | 1.128             |
| Siete Iglesias de Trabancos     | 61,29            | 571               |
| Simancas                        | 42,57            | 4.618             |
| Tamariz de Campos               | 37,78            | 103               |
| Tiedra                          | 47,31            | 393               |
| Tordehumos                      | 61,52            | 503               |
| Tordesillas                     | 141,68           | 8.643             |
| Torre de Esgueva                | 23,60            | 92                |
| Torre de Peñafiel               | 30,18            | 47                |
| Torrecilla de la Abadesa        | 27,34            | 335               |
| Torrecilla de la Orden          | 59,88            | 321               |
| Torrecilla de la Torre          | 7,28             | 32                |
| Torrelobatón                    | 66,09            | 552               |
| Torrescárcela                   | 50,76            | 163               |
| Traspinedo                      | 26,30            | 960               |
| Trigueros del Valle             | 37,80            | 335               |
| Tudela de Duero                 | 60,52            | 6.338             |
| La Unión de Campos              | 35,99            | 317               |
| Urones de Castroponce           | 18,70            | 144               |
| Urueña                          | 44,07            | 215               |
| Valbuena de Duero               | 46,57            | 488               |
| Valdearcos de la Vega           | 14,66            | 112               |
| Valdenebro de los Valles        | 42,07            | 225               |
| Valdestillas                    | 36,29            | 1.673             |
| Valdunquillo                    | 30,84            | 201               |
| Valladolid                      | 197,46           | 321.001           |
| Valoria la Buena                | 43,31            | 661               |
| Valverde de Campos              | 21,30            | 124               |
| Vega de Ruiponce                | 31,37            | 122               |
| Vega de Valdetronco             | 17,50            | 164               |
| Velascálvaro                    | 23,03            | 196               |
| Velilla                         | 19,95            | 141               |
| Velliza                         | 22,64            | 146               |
| Ventosa de la Cuesta            | 16,21            | 134               |
| Viana de Cega                   | 17,98            | 1.809             |
| Villabáñez                      | 51,03            | 484               |
| Villabaruz de Campos            | 16,97            | 45                |
| Villabrágima                    | 67,13            | 1.173             |
| Villacarralón                   | 17,43            | 93                |
| Villacid de Campos              | 24,08            | 108               |
| Villaco                         | 15,93            | 124               |
| Villafrades de Campos           | 20,70            | 90                |
| Villafranca de Duero            | 10,39            | 353               |
| Villafrechós                    | 60,49            | 526               |
| Villafuerte                     | 26,20            | 143               |
| Villagarcía de Campos           | 37,44            | 401               |
| Villagómez la Nueva             | 12,28            | 81                |
| Villalán de Campos              | 18,35            | 53                |
| Villalar de los Comuneros       | 42,74            | 444               |
| Villalba de la Loma             | 14,16            | 52                |
| Villalba de los Alcores         | 100,67           | 531               |
| Villalbarba                     | 21,96            | 149               |
| Villalón de Campos              | 70,02            | 2.024             |
| Villamuriel de Campos           | 18,26            | 78                |
| Villán de Tordesillas           | 12,23            | 172               |
| Villanubla                      | 45,65            | 1.448             |
| Villanueva de Duero             | 37,43            | 1.105             |
| Villanueva de la Condesa        | 11,40            | 47                |
| Villanueva de los Caballeros    | 34,93            | 241               |
| Villanueva de los Infantes      | 19,17            | 130               |
| Villanueva de San Mancio        | 15,16            | 125               |
| Villardefrades                  | 36,22            | 212               |
| Villarmentero de Esgueva        | 13,45            | 130               |
| Villasexmir                     | 14,16            | 110               |
| Villavaquerín                   | 45,11            | 195               |
| Villavellid                     | 21,82            | 83                |
| Villaverde de Medina            | 58,19            | 568               |
| Villavicencio de los Caballeros | 36,06            | 281               |
| Viloria                         | 11,31            | 402               |
| Wamba                           | 38,16            | 365               |
| Zaratán                         | 20,21            | 2.752             |
| La Zarza                        | 23,98            | 157               |
| Total                           | 8.110,48         | 514.674           |

### Sources et bibliographie
- (es) « Instituto Nacional de Estadistica », sur Instituto Nacional de Estadistica
  - (es) Instituto Nacional de Estadistica, « Données officielles de population résultant de la révision du recensement communal : de 1996 à 2015 », sur www.ine.es (consulté le 23 juillet 2016)
- (es) Varaciones de los municipios de España desde 1842, Ministerio de administraciones públicas, octobre 2008, 364 p. (lire en ligne) [PDF]